# いとうたかお
いとう たかお（本名：伊藤 隆夫、1951年3月30日 - ）は、日本のシンガーソングライター。静岡県出身。名古屋を拠点に活動中。

## 来歴
中津川フォークジャンボリー（1971年）で、入り口脇にあった黒テントでいとうが歌った「あしたはきっと」が加川良に気に入られる。そのことが加川から高田渡に伝えられ、高田のアルバム『系図』に、いとうのボーカルをフィーチャーした「あしたはきっと」が収録される。
1972年にベルウッド・レコードと契約し、シングル「あしたはきっと b/w かたつむり」でデビュー。
このシングルは、はっぴいえんどの細野晴臣、中川イサト、林立夫、駒沢裕城らがバックを担当した。1974年に、中川イサトプロデュースのもと、デビュー・アルバム『いとうたかおファーストアルバム』（伊藤銀次、岡田徹らが参加）を制作。
1976年には、センチメンタル・シティ・ロマンス、ランニング・ベアをバックに配した名作『BOOKING OFFICE』を発表。名古屋に戻り、バランスを結成し『slow and through』をリリース。
その後も、『Around the Silence』などのソロ・アルバムを発表するなど、精力的な活動を続けている。

### 略歴
- 1971年5月、第1回「春一番コンサート」にスタッフとして参加する。1972年5月、第2回「春一番コンサート」にシンガーとして出演。以来、1979年の第9回「春一番コンサート」まで毎回出演する。
- 1972年、シングル『あしたはきっと／かたつむり』（ベルウッド・レコード）発表。
- 1974年、アルバム『いとうたかおファーストアルバム』（ベルウッド・レコード）発表。
- 1976年、アルバム『BOOKING OFFICE』（日本フォノグラム／ニューモーニング）を発表。
- 1982年、アルバム『slow and through』 (MONKEY) 発表。
- 1996年、前年に再開した春一番コンサートに参加。
- 1999年、アルバム『Around the Silence』（ミディ）発表。
- 2000年、アルバム『小さな唄に手をひかれ』（ミディ）発表。
- 2005年、ライブアルバム『Folk of Ages』（ミディ）発表。
- 2007年、著書『小さな唄に手をひかれ』（株式会社ビレッジプレス）発表。
- 2008年、絵本『原っぱの中の原っぱ』文：いとうたかお／絵：本間希代子（株式会社ビレッジプレス）発表。

このほか、1998年のオムニバス・アルバム『KUROちゃんをうたう』（ミディ）、2004年のオムニバス・アルバム『高田渡トリビュート』（シールズ）やDVD『伝説のフォークライブシリーズ VOL.1』（アブソードミュージックジャパン）に参加している。
- 2009年、小林政広監督の映画『ワカラナイ』に「Boy」（作詞作曲・歌：いとうたかお）がテーマ曲として使用される。
- 2012年、堤幸彦監督の映画『MY HOUSE』に、主人公のホームレス・鈴本さん役で主演。
- 2018年、アルバム『そうかい』（Otaske Records）発表。

このほか、2010年に堤幸彦監督のCBCドラマ『おかげ様で!』に、謎の詩人役で出演し挿入歌も担当。2011年には古波津陽監督の映画『WAYA! 宇宙一のおせっかい大作戦』に牧野了役で出演した。

## ディスコグラフィー

### シングル
- あしたはきっと／かたつむり（1972年、ベルウッド、OF-5）

### アルバム
- いとうたかおファーストアルバム（1974年5月10日、ベルウッド・レコード）
- BOOKING OFFICE（1976年、日本フォノグラム／ニューモーニング）

- slow and through (1982年、MONKEY、自主制作）
- Around the Silence（1999年6月9日、ミディ）
- 小さな唄に手をひかれ（2000年10月25日、ミディ）
- Folk of Ages（2005年、ミディ）
- そうかい（2018年8月8日）-　450枚限定販売